# Gare de Valleiry
La gare de Valleiry est une gare ferroviaire française de la ligne de Longeray-Léaz au Bouveret, située sur le territoire de la commune de Valleiry dans le département de la Haute-Savoie, en région Auvergne-Rhône-Alpes.
C'est une halte ferroviaire de la Société nationale des chemins de fer français (SNCF) desservie par des trains TER Auvergne-Rhône-Alpes.

## Situation ferroviaire
Établie à 472 mètres d'altitude, la gare de Valleiry est située au point kilométrique (PK) 147,090 de la ligne de Longeray-Léaz au Bouveret, entre les gares ouvertes de Bellegarde et de Saint-Julien-en-Genevois.

## Service des voyageurs

### Accueil
Halte SNCF, elle dispose d'un bâtiment voyageurs, sans guichet, ouvert tous les jours. Elle est équipée d'automates pour l'achat de titres de transport.

### Desserte
La gare de Valleiry est desservie par des trains TER Auvergne-Rhône-Alpes sur les relations :
- Bellegarde ↔ Évian-les-Bains via Annemasse et Thonon-les-Bains ;
- Bellegarde ↔ Saint-Gervais-les-Bains-Le Fayet via Annemasse, La Roche-sur-Foron, Cluses et Salllanches - Combloux - Megève (en provenance de Lyon-Part-Dieu certains samedis d'hiver).

### Intermodalité
Un parc pour les vélos et un parking pour les véhicules y sont aménagés. La ligne de bus N de la Communauté de communes du Genevois (CCG) dessert la gare.